# Kepler-447b
Kepler-447b é um exoplaneta que faz parte de um sistema planetário formado por ao menos um planeta. Orbita a estrela denominada Kepler-447. Foi descoberto no ano 2015 pela sonda Kepler por meio de trânsito astronômico.